# 灰腰燕
灰腰燕（学名：Pseudhirundo griseopyga）是燕科下的一种鸟，它们属于单型的灰腰燕属。分布于安哥拉、贝宁、博茨瓦纳、布基纳法索、布隆迪、喀麦隆、中非共和国、科特迪瓦、赤道几内亚、斯威士兰、埃塞俄比亚、加蓬、冈比亚、加纳、几内亚、几内亚比绍、肯尼亚、利比里亚、马拉维、马里、莫桑比克、纳米比亚、尼日尔、尼日利亚、卢旺达、塞内加尔、塞拉利昂、南非、苏丹、坦桑尼亚、乌干达、赞比亚和津巴布韦。
灰腰燕体重约10.19克，翼长约95.5毫米，喙宽度约2.7毫米，喙厚度约2.1毫米，嘴峰长约9毫米，跗蹠长约11.3毫米，尾长约73.1毫米。
灰腰燕具有部分的迁徙性，栖息在草地，它们是食肉动物，主要以昆虫、蜘蛛等陆生无脊椎动物为食。

## 外部链接

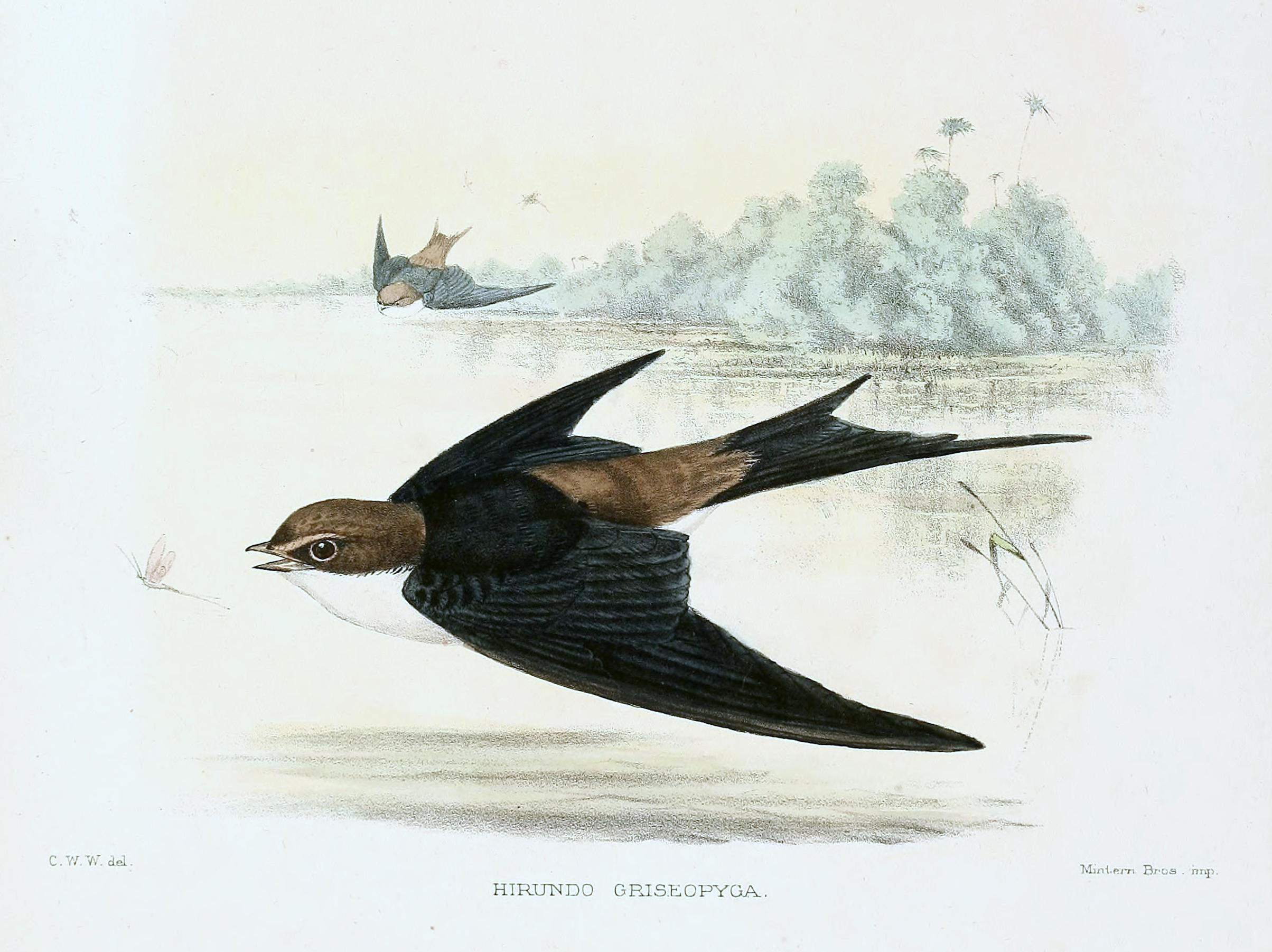
Illustration by R. B. Sharpe (1894)

## 亚种
- Pseudhirundo griseopyga melbina，分布在利比里亚和几内亚比绍到加蓬和刚果河下游地区。
- Pseudhirundo griseopyga griseopyga，分布在埃塞俄比亚南部和苏丹到肯尼亚、乌干达、喀麦隆和南非北部等地。[4]